# Enitharoides
Enitharoides is een geslacht van wantsen uit de familie van de Notonectidae (Bootsmannetjes). Het geslacht werd voor het eerst wetenschappelijk beschreven door Brooks in 1953.

## Soorten
Het genus bevat de volgende soorten:

- Enitharoides brasiliensis (Spinola, 1837)
- Enitharoides duidaensis (Brooks, 1953)
- Enitharoides lanemeloi Barbosa, Ribeiro & Nessimian, 2017
- Enitharoides lucasduquei Barbosa, Ribeiro & Nessimian, 2017
- Enitharoides tricomerus Barbosa, Ribeiro & Nessimian, 2017